# Владиславовское сельское поселение
Владиславовское се́льское поселе́ние (укр. Владиславівське сільське поселення, крымскотат. Ой Къую кой юрту, Oy Quyu köy yurtu) — муниципальное образование в Кировском районе Республики Крым России.
Административный центр и единственный населённый пункт — село Владиславовка.

## История
В 1923 году был образован Владиславовский сельский совет. После аннексии Крыма Российской Федерацией в рамках российского административного деления Республики Крым село Узловое Владиславовского сельсовета было отнесено к городскому округу Феодосия.
Сельское поселение образовано в соответствии с законом Республики Крым от 5 июня 2014 года.

## Население
| 2001  | 2014  | 2015  | 2016  | 2017  | 2018  | 2019  |
| ----- | ----- | ----- | ----- | ----- | ----- | ----- |
| 3461  | ↘3318 | ↗3324 | ↗3371 | ↗3377 | ↗3394 | ↗3433 |
| 2020  | 2021  |       |       |       |       |       |
| ↗3454 | ↘3103 |       |       |       |       |       |